# Zyprischer Fußballpokal 2006/07
Der Zyprische Fußballpokal 2006/07 war die 65. Austragung des zyprischen Pokalwettbewerbs. Er wurde vom zyprischen Fußballverband ausgetragen. Das Finale fand am 12. Mai 2007 im GSP-Stadion von Nikosia statt.
Pokalsieger wurde Anorthosis Famagusta. Das Team setzte sich im Finale gegen Omonia Nikosia durch. Anorthosis qualifizierte sich durch den Sieg für den UEFA-Pokal 2007/08.

## Modus
Die Begegnungen der ersten beiden Runden wurden in einem Spiel ausgetragen. Bei unentschiedenem Ausgang wurde das Spiel um zweimal 15 Minuten verlängert und gegebenenfalls durch ein Elfmeterschießen entschieden.
In der 3. und 4. Runde wurden die Begegnungen in Hin- und Rückspiel ausgetragen. Bei Torgleichheit entschied zunächst die Anzahl der auswärts erzielten Tore, danach eine Verlängerung und schließlich das Elfmeterschießen.
In der anschließende Gruppenphase wurden die qualifizierten Mannschaften in zwei Vierergruppen gelost. Die Teams spielten zweimal gegeneinander, einmal zuhause und einmal auswärts. Die Gruppensieger und -zweiten beider Gruppen erreichten das Halbfinale, welches in Hin- und Rückspiel ausgetragen wurde.

## Teilnehmer
| First Division (14) | Second Division (14) | Third Division (14) | Fourth Division (12) |
| --- | --- | --- | --- |
| - AEK Larnaka - AEL Limassol - AE Paphos - Anorthosis Famagusta - AO Agia Napa - APOEL Nikosia - Apollon Limassol - Aris Limassol - Digenis Akritas Morphou - Enosis Neon Paralimni - Ethnikos Achnas - Nea Salamis Famagusta - Olympiakos Nikosia - Omonia Nikosia | - AEM Mesogis - Akritas Chlorakas - Alki Larnaka - Anagennisi Deryneia - APEP Pitsilia - APOP Kinyras Peyias - ASIL Lysi - Chalkanoras Idaliou - Doxa Katokopia - Enosis Neon THOI Lakatamia - Iraklis Gerolakkou - MEAP Nisou - Omonia Aradippou - Onisilos Sotira | - Adonis Idaliou - AEZ Zakakiou - Anagennisi Germasogeias - AO Episkopi - Atromitos Yeroskipou - Digenis Oroklinis - Elpida Xylofagou - ENAD Polis Chrysochous - Ermis Aradippou - Ethnikos Assia - Frenaros FC 2000 - Olympus Xylofagou - PAEEK Kyrenia - SEK Agiou Athanasiou | - Achyronas Liopetriou - AEK Kouklia - AEK Kythreas - Anagennisi Trachoni - AOL Omonia Lakatamia - APEP Pelendriou - Enosis Kokkinotrimithia - Ethnikos Latsion - Orfeas Nikosia - Othellos Athienou - Sourouklis Troullon - Spartakos Kitiou |

## 1. Runde
In dieser Runde traten alle 14 Teams der Second Division, alle 14 Teams der Third Division und 12 Teams der Fourth Division an.
|                         | Ergebnis  |                            |
| ----------------------- | --------- | -------------------------- |
| Alki Larnaka            | 1:3 n. V. | Adonis Idaliou             |
| Anagennisi Deryneia     | 4:1       | Ethnikos Assia             |
| Onisilos Sotira         | 2:0       | AEM Mesogis                |
| APEP Pelendriou         | 2:1       | AOL Omonia Lakatamia       |
| AEK Kouklia             | 1:2       | Elpida Xylofagou           |
| AEZ Zakakiou            | 4:0       | Orfeas Nikosia             |
| Enosis Kokkinotrimithia | 2:1       | ENAD Polis Chrysochous     |
| Doxa Katokopia          | 2:0       | Enosis Neon THOI Lakatamia |
| Olympus Xylofagou       | 3:1       | Iraklis Gerolakkou         |
| SEK Agiou Athanasiou    | 1:0       | Othellos Athienou          |
| AO Episkopi             | 4:0       | Omonia Aradippou           |
| Achyronas Liopetriou    | 3:0       | Ethnikos Latsion           |
| ASIL Lysi               | 3:1       | Chalkanoras Idaliou        |
| Atromitos Yeroskipou    | 3:0       | AEK Kythreas               |
| APOP Kinyras Peyias     | 5:0       | Anagennisi Germasogeias    |
| MEAP Nisou              | 6:2       | Spartakos Kitiou           |
| Digenis Oroklinis       | 1:2       | Akritas Chlorakas          |
| PAEEK Kyrenia           | 2:3 n. V. | APEP Pitsilia              |
| Ermis Aradippou         | 3:2       | Anagennisi Trachoni        |
| Frenaros FC 2000        | 3:2       | Sourouklis Troullon        |

## 2. Runde
|                      | Ergebnis  |                         |
| -------------------- | --------- | ----------------------- |
| Adonis Idaliou       | 6:2       | Anagennisi Deryneia     |
| APEP Pitsilia        | 1:0 n. V. | SEK Agiou Athanasiou    |
| Achyronas Liopetriou | 5:1       | Enosis Kokkinotrimithia |
| Frenaros FC 2000     | 0:3       | AEZ Zakakiou            |
| Akritas Chlorakas    | 1:0       | Doxa Katokopia          |
| AO Episkopi          | 1:2       | MEAP Nisou              |
| Onisilos Sotira      | 2:1 n. V. | APOP Kinyras Peyias     |
| Olympus Xylofagou    | 0:3       | ASIL Lysi               |
| Ermis Aradippou      | 0:1       | Elpida Xylofagou        |
| Atromitos Yeroskipou | 9:1       | APEP Pelendriou         |

## 3. Runde
In dieser Runde stiegen die Vereine, die in der First Division 2005/06 die Plätze neun, zehn und elf belegten, sowie die drei Aufsteiger aus der Second Division.
|                         | Gesamt |                      | Hinspiel | Rückspiel |
| ----------------------- | ------ | -------------------- | -------- | --------- |
| ASIL Lysi               | 2:3    | Onisilos Sotira      | 0:1      | 2:2       |
| Elpida Xylofagou        | 2:3    | Achyronas Liopetriou | 1:1      | 1:2 n. V. |
| Atromitos Yeroskipou    | 0:4    | Aris Limassol        | 0:4      | 0:0       |
| Digenis Akritas Morphou | 3:1    | APEP Pitsilia        | 2:0      | 1:1       |
| AEZ Zakakiou            | 1:4    | AO Agia Napa         | 0:3      | 1:1       |
| Ethnikos Achnas         | 5:2    | Olympiakos Nikosia   | 3:0      | 2:2       |
| Adonis Idaliou          | 3:9    | AE Paphos            | 3:2      | 0:7       |
| MEAP Nisou              | 7:0    | Akritas Chlorakas    | 2:0      | 5:0       |

## 4. Runde
In dieser Runde stiegen die Vereine, die in der First Division 2005/06 die ersten acht Plätze belegten.
|                       | Gesamt |                         | Hinspiel | Rückspiel |
| --------------------- | ------ | ----------------------- | -------- | --------- |
| Enosis Neon Paralimni | 5:0    | Achyronas Liopetriou    | 3:0      | 2:0       |
| APOEL Nikosia         | 4:1    | Aris Limassol           | 2:1      | 2:0       |
| Onisilos Sotira       | 1:9    | Omonia Nikosia          | 0:3      | 1:6       |
| Anorthosis Famagusta  | 5:1    | AE Paphos               | 3:0      | 2:1       |
| AO Agia Napa          | 1:2    | Apollon Limassol        | 0:1      | 1:1       |
| AEL Limassol          | 5:3    | MEAP Nisou              | 3:0      | 2:3       |
| Ethnikos Achnas       | 3:2    | Nea Salamis Famagusta   | 2:0      | 1:2 n. V. |
| AEK Larnaka           | 2:0    | Digenis Akritas Morphou | 0:0      | 2:0 n. V. |

## Gruppenphase
An der Gruppenphase nahmen die acht Sieger der 4. Runde. Die Mannschaften jeder Gruppe spielten zweimal gegeneinander, einmal zu Hause und einmal auswärts. Die Gruppensieger und -zweiten erreichten das Halbfinale.

### Gruppe A
| Pl. | Verein                | Sp. | S | U | N | Tore    | Diff. | Punkte |
| --- | --------------------- | --- | - | - | - | ------- | ----- | ------ |
| 1.  | APOEL Nikosia         | 6   | 3 | 1 | 2 | 005:200 | +3    | 10     |
| 2.  | Anorthosis Famagusta  | 6   | 2 | 3 | 1 | 008:700 | +1    | 09     |
| 3.  | Enosis Neon Paralimni | 6   | 2 | 2 | 2 | 005:700 | −2    | 08     |
| 4.  | Apollon Limassol      | 6   | 0 | 4 | 2 | 006:800 | −2    | 04     |

|                       | APOEL Nikosia | Anorthosis Famagusta | Enosis Neon Paralimni | Apollon Limassol |
| --------------------- | ------------- | -------------------- | --------------------- | ---------------- |
| APOEL Nikosia         |               | 2:0                  | 2:0                   | 0:0              |
| Anorthosis Famagusta  | 1:0           |                      | 0:0                   | 2:2              |
| Enosis Neon Paralimni | 1:0           | 1:3                  |                       | 1:1              |
| Apollon Limassol      | 0:1           | 2:2                  | 1:2                   |                  |

### Gruppe B
| Pl. | Verein          | Sp. | S | U | N | Tore    | Diff. | Punkte |
| --- | --------------- | --- | - | - | - | ------- | ----- | ------ |
| 1.  | Omonia Nikosia  | 6   | 4 | 1 | 1 | 010:400 | +6    | 13     |
| 2.  | AEK Larnaka     | 6   | 3 | 1 | 2 | 007:700 | ±0    | 10     |
| 3.  | Ethnikos Achnas | 6   | 2 | 2 | 2 | 009:110 | −2    | 08     |
| 4.  | AEL Limassol    | 6   | 0 | 2 | 4 | 006:100 | −4    | 02     |

|                 | Omonia Nikosia | AEK Larnaka | Ethnikos Achnas | AEL Limassol |
| --------------- | -------------- | ----------- | --------------- | ------------ |
| Omonia Nikosia  |                | 1:2         | 2:1             | 1:1          |
| AEK Larnaka     | 0:2            |             | 1:1             | 2:1          |
| Ethnikos Achnas | 0:3            | 2:1         |                 | 3:3          |
| AEL Limassol    | 0:1            | 0:1         | 1:2             |              |

## Halbfinale
|                | Gesamt |                      | Hinspiel | Rückspiel |
| -------------- | ------ | -------------------- | -------- | --------- |
| Omonia Nikosia | 3:2    | APOEL Nikosia        | 1:1      | 2:1       |
| AEK Larnaka    | 2:3    | Anorthosis Famagusta | 1:2      | 1:1       |

## Finale
| Paarung              | Omonia Nikosia – Anorthosis Famagusta |
| Ergebnis             | 2:3 (1:1) |
| Datum                | 12. Mai 2007 |
| Stadion              | GSP-Stadion, Nikosia |
| Zuschauer            | 21.030 |
| Schiedsrichter       | Panayiotis Gerasimou |
| Tore                 | 1:0 Guilherme Weisheimer (20.) 1:1 Nikos Frousos (29.) 2:1 Giorgos Konstanti (50. Foulelfmeter) 2:2 Alexandre Soares (60.) 2:3 Nikos Nikolaou (75.)                                                                                                   |
| Omonia Nikosia       | Antonis Georgallidis – Giorgos Theodotou, Petros Konnafis, Loizos Kakoyiannis, Nikolas Georgiou – Georgios Konstanti, Kostas Kaiafas, Ismail Ba – Guilherme Weisheimer, Georgios Vakouftsis, Musawengosi Mguni Cheftrainer: Temur Kezbaia ( Georgien) |
| Anorthosis Famagusta | Arjan Beqaj – Savvas Poursaitidis, Hamad Ndikumana, Nikos Katsavakis, Loukas Louka – Christos Marangos, Anton Žlogar, Nikos Nikolaou, Fabinho – Alexandre Soares, Nikos Frousos                                                                       |